# Клубовецька сільська рада
| Клубовецька сільська рада — орган місцевого самоврядування у Тисменицькому районі Івано-Франківської області з адміністративним центром у с. Клубівці. Сільській раді підпорядковані населені пункти: - с. Клубівці |

## Склад ради
Рада складається з 20 депутатів та голови.

### Керівний склад ради
| ПІБ                           | Основні відомості                                                           | Дата обрання | Дата звільнення |
| ----------------------------- | --------------------------------------------------------------------------- | ------------ | --------------- |
| Панкратов Валерій Олексійович | Сільський голова, 1963 року народження, освіта, член Народного Руху України | 26.03.2006   | 31.10.2010      |

Примітка: таблиця складена за даними джерела